# 龙桥街道 (莆田市)
龙桥街道是中国福建省莆田市城厢区下辖的一个街道。

## 行政区划
龙桥街道下辖以下地区：
太平社区、兴安社区、北磨社区、下磨社区、龙桥社区、万辉社区、泗华村、洋西村和延寿村。